# 阿湖 (明斯特)
51°56′58″N 7°36′12.65″E / 51.94944°N 7.6035139°E

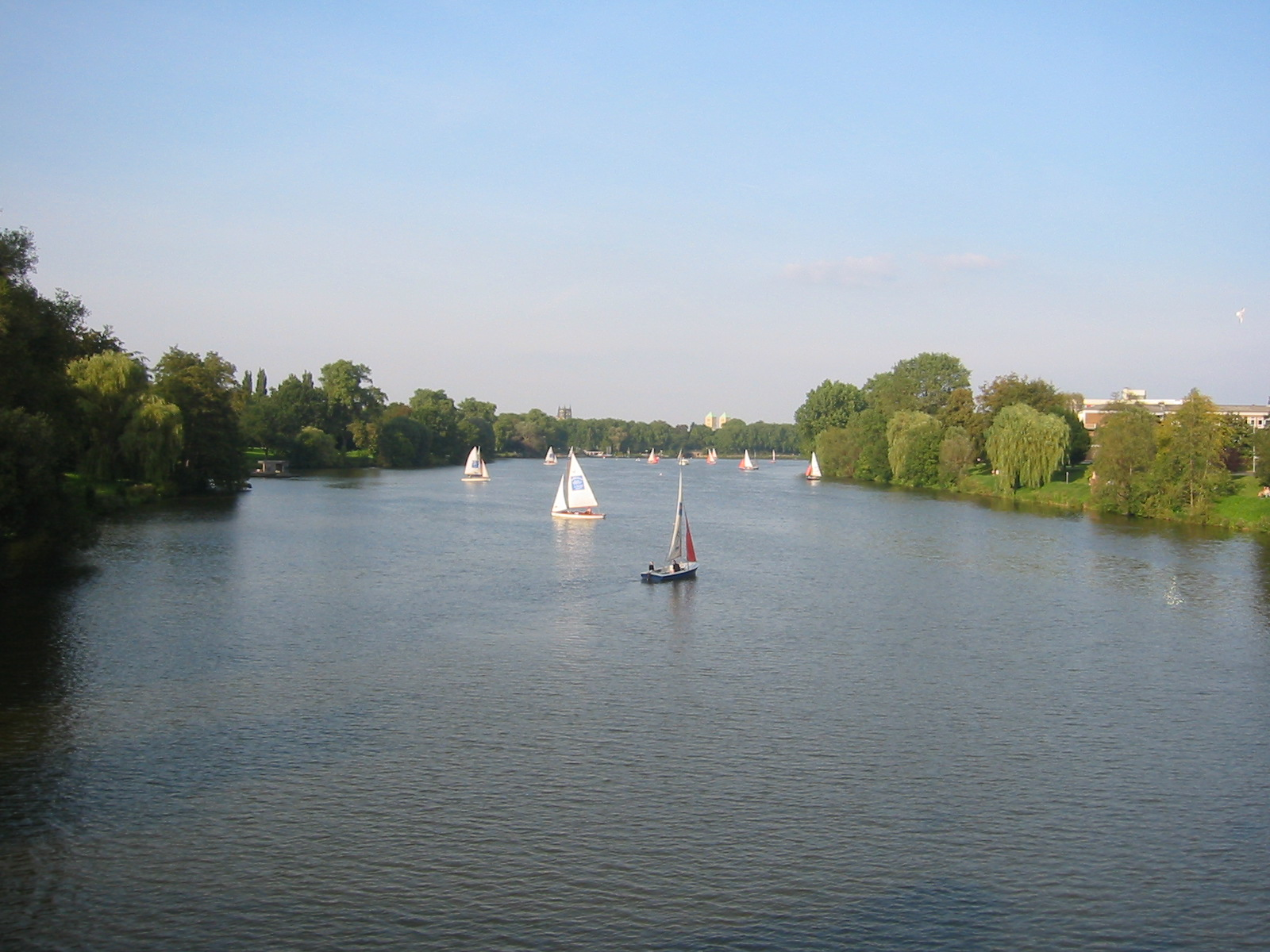

阿湖（德語：Aasee），是德國的水庫，位於該國西部，由北萊茵-威斯特法倫州負責管轄，處於明斯特，長2.3公里，面積0.4平方公里，海拔高度54米，最大水深2米。